# Skáld (groupe)
Pour les articles homonymes, voir Skald.
Skáld, stylisé en SKÁLD, est un groupe français pagan folk polymorphe . Formé en 2018, les interpretes et musiciens sont réunis par Christophe Voisin-Boisvinet différemment selon les albums et tournées. La musique de Skáld se distingue par l'utilisation d'instruments anciens mêlés aux techniques de chant des scaldes en vieux norrois,. L'ensemble est très influencé par la culture scandinave et la mythologie nordique.

## Histoire

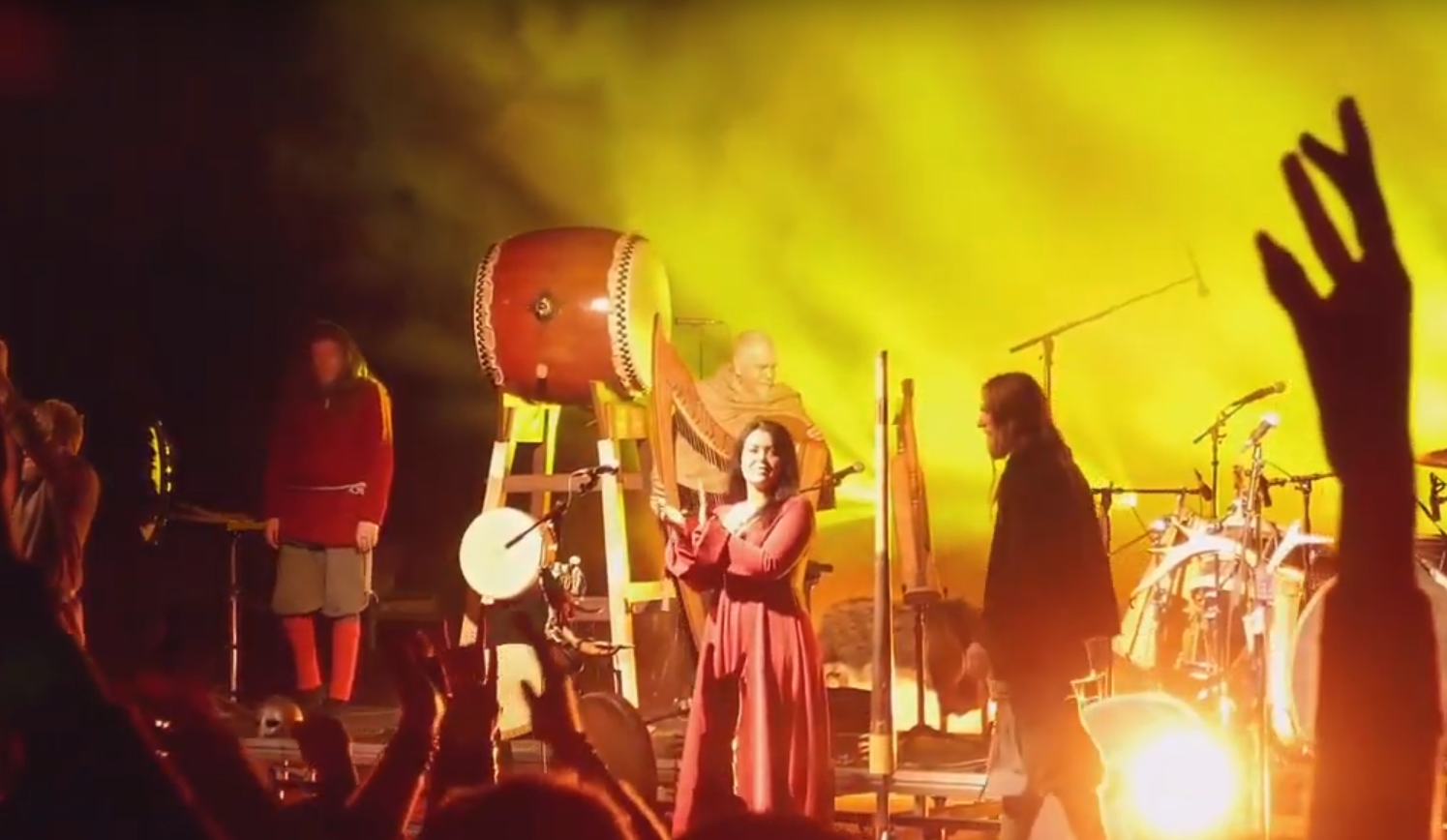
Skáld au Samar'ock en 2019.

Skáld est formé par le producteur Christophe Voisin-Boisvinet en 2018 avec au tout début quatre chanteurs, choix d'un long casting; Xavier Bertrand, Justine Galmiche, Pierrick Valence et Fred Perchet, puis Mattjö Haussy en remplacement de Fred Perchet. L’équipe réunie pour le premier album Le Chant des vikings est constituée de Jaufré Darroux (harpe et lyre), Marie Potosniak (vièle et citole), Nicolas Montazaud (percussions), Maxence Des Oiseaux (flûtes) et Alicia du Coustel (chant et harpe), Yves Kodratoff est consulté pour l’approche des Runes et du Vieux Norrois. L'idée de départ est alors de faire revivre la poésie des scaldes, chantant principalement en vieux norrois les mythes et légendes issus pour la plupart de la mythologie nordique. Peu de temps après sa formation, en août 2018, Skáld publie son premier EP éponyme composé de trois titres. Le clip de Rún est réalisé par DieFrau (Sylvie Bessou). Le premier album, Le Chant des Vikings, est quant à lui dévoilé le 25 janvier 2019, publié sous le label Decca Records. Le magazine La Grosse Radio remarque notamment une utilisation accrue des instruments traditionnels, le tout agrémenté de sonorités électroniques.  Deux ans plus tard, il totalise 80 000 ventes et 100 millions de streams.
Après la publication de l'album, Skáld réalise sa première date à La Cigale à Paris le 20 février 2019, et enchaine par la suite une tournée dans toute la France entre le 8 juin 2019 et le 20 décembre 2019, faisant notamment étape au Hellfest, ainsi que dans plusieurs villes de France, comme Caen, Nantes, Mulhouse ou bien Rennes. Entre-temps, le 20 septembre, une nouvelle édition du premier album est publiée (Alfar Fagrahvél Edition), comprenant deux titres inédits ainsi que trois reprises.
Le deuxième album, Vikings Memories, est publié le 9 octobre 2020, toujours sur le label Decca Records. Un premier extrait, Fimbulvetr, sort sur YouTube en août. Le clip est réalisé par DieFrau ( Sylvie Bessou).Le 21 octobre 2021 sort le single Jólanótt, premier extrait du EP Winter Songs, qui est sorti le 29 octobre,.
En juin, juillet et août 2022, le collectif se rend au studio DragonDragon pour enregistrer un nouvel album, Christophe Voisin Boisvinet réunit Steeve Petit, Marti Ilmar Uibo, Ravn, Julien Loko, Lily Jung, Kohann, Adeline Bellart (Chaos Heidi), Laetitia Marcangeli, Michel Abraham (uRYa), Daniela Heiderich et Aliocha Regnard. Un premier single Troll Kalla Mik sort le 17 novembre 2022, et l'album Huldufólk sort le 20 janvier 2023,. Le vidéaste spécialisé en histoire Nota Bene (Benjamin Brillaud) en a écrit le texte de présentation.
En 2023, après 5 ans d'existence, Skáld génère plus d'un demi milliard de streams et enchaine quelques dates en France, une longue tournée européenne et une tournée en Amérique du Nord et Canada, l'année se termine par un concert à Paris à l'Élysée-Montmartre le 23 novembre 2023,.

## Style musical
Le répertoire de Skáld s’inspire principalement de la Völuspá et de la Gylfaginning, deux textes présents dans l’Edda poétique. Skáld est un projet vocal porté par différents interprètes, spécialistes du chant des scaldes tel qu’il a été rapporté par les rares témoignages : un chant « guttural ou lyrique, […] profond et organique ».
Parmi les instruments utilisés se trouvent des tambours chamaniques, une lyre, une talharpa, une citole, un jouhikko et un nyckelharpa. Skáld utiliserait également, d'après les crédits de son clip Rún, une fujara et une citra. Les percussions tribales évoquent la puissance martiale et les conquêtes, les petites percussions, faites d’ossements et de bois d’animaux, s’inspirent du paganisme, et la « musicalité des cordes » de la culture scandinave.

## Membres

### Membres actuels
- Christophe Voisin-Boisvinet – composition, production, direction musicale
- Steeve Petit – chant, percussions (depuis 2022)
- Marti Ilmar Uibo – chant, percussions (depuis 2019)
- Lily Jung – chant (depuis 2022)
- Ravn – moraharpa, lyre, talharpa (depuis 2022)
- Guillaume Levy – bouzouki irlandais, guimbarde, percussions (depuis 2022)

### Anciens membres
- Jaufré Darroux – harpe, lyre (2019–2021)
- Anthony Debray – percussions (2019–2021)
- Justine Galmiche (Judith De Lotharingie) (jusqu'au 16 avril 2022)
- Julien Loko (jusqu'au 26 novembre 2022)
- Pierrick Valence (jusqu'à décembre 2020)
- Mattjö Haussy (jusqu'au 22 décembre 2019)
- Adeline Bellart (Chaos Heidi) – présente trois fois en 2022 (Sama'Rock, Hellfest et Motocultor)

### Interprètes

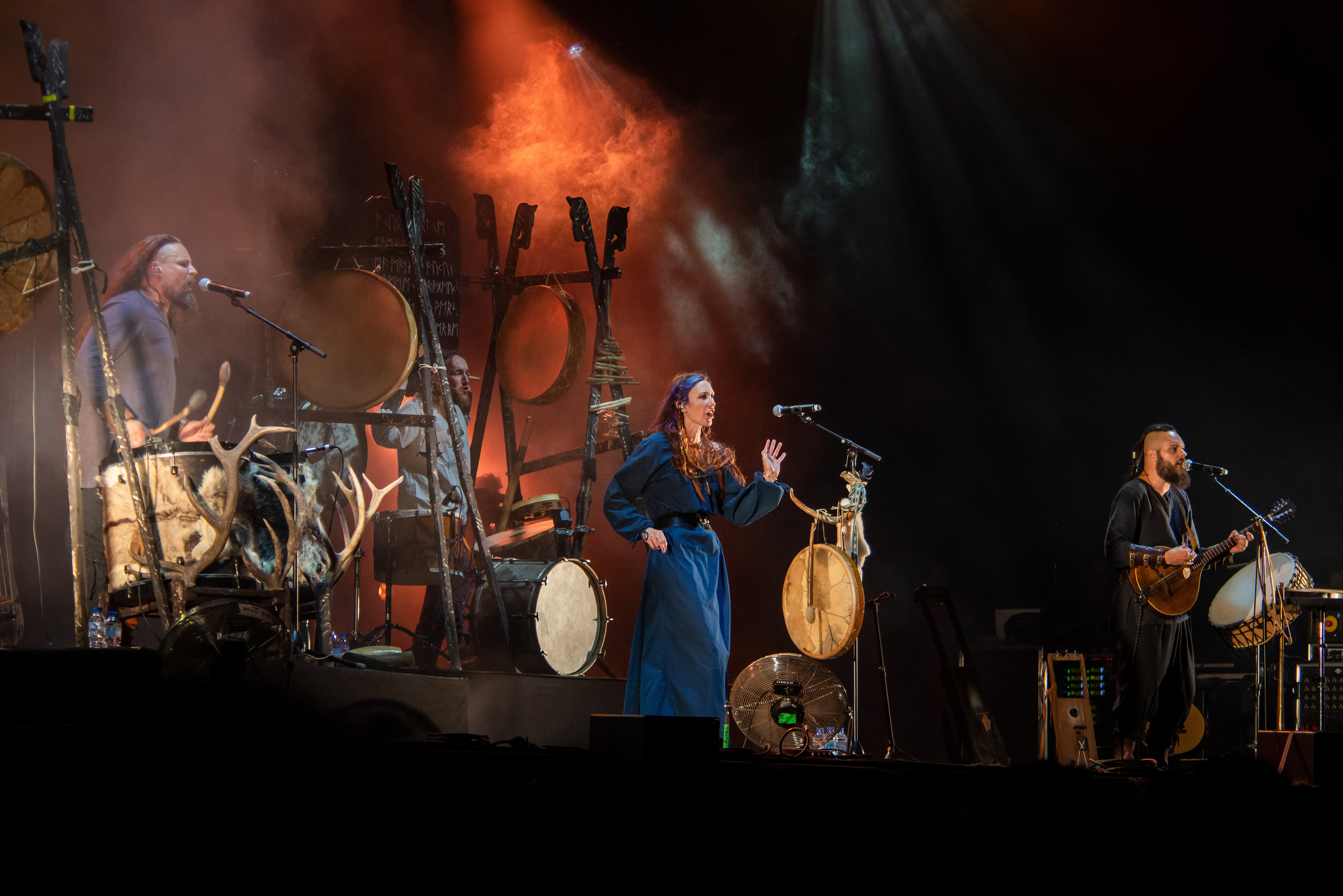
Skáld au Hellfest 2022.

- Steeve Petit — chant (sur Huldufólk)
- Marti Ilmar Uibo — chant et percussions (sur Huldufólk et Winter Songs)
- Julien Loko — chant (sur Huldufólk)
- Michel Abraham (uRYa) — chant et morin khuur (sur Huldufólk)
- Lily Jung — chant (sur Huldufólk)
- Kohann — chant (sur Huldufólk)
- Adeline Bellart (Chaos Heidi) — chant (sur Huldufólk)
- Laetitia Marcangeli — chant (sur Huldufólk)
- Xavier Bertrand — chant (sur Le Chant des vikings)
- Justine Galmiche — chant (sur Le Chant des vikings, Vikings Memories et Winters Songs)
- Pierrick Valence — chant, vielles nordiques (sur Le Chant des vikings, Vikings Memories)
- Mattjö Haussy — chant (sur Le Chant des vikings)
- Alicia du Coustel — chant additionnel et harpe (sur  Le Chant des vikings)
- Matthieu Romarin — chant additionnel (sur Vikings Memories)
- Antoine Cathala — chant additionnel (sur Vikings Memories)
- Aliocha Regnard — nyckelharpa (sur Vikings Memories et Huldufólk)
- Ravn —  vièles nordiques, lyres (sur Huldufólk)
- Jaufré Darroux —  harpe (sur Le Chant des vikings et Vikings Memories)
- Daniela Heiderich —  harpe (sur Huldufólk)
- Marie Potosniak — vièle, citole (sur Le chant des vikings)
- Benjamin Simao —  vièles nordiques, lyres (sur Winter Songs)
- Nicolas Montazaud — percussions (sur Le Chant des vikings et Huldufólk)
- François Taillefer —  percussions (sur Vikings Memories)

## Discographie

### Singles
- 2018 : Rún
- 2018 : Ódinn
- 2018 : Gleipnir
- 2018 : Ó Valhalla
- 2018 : Flúga
- 2019 : Seven Nation Army
- 2019 : Hross
- 2020 : Fimbulvetr
- 2020 : Grótti
- 2020 : Norðrljós
- 2021 : Jólanótt
- 2022 : Troll Kalla Mik
- 2022 : Då Månen Sken
- 2023 : Du hast
- 2023 : Elverhøy